# Villa Martini Bernardi (Firenze)
Villa Martini Bernardi si trova in via Spedaluzzo della Ruota nei pressi di via Bolognese Vecchia a La Lastra di Firenze.

## Storia
L'edificio originario venne eretto nel XV secolo per i Doni di Lippo, proprietari di altri beni nella zona. Essi la tennero fino alla fine del Cinquecento, quando passò ai Girladi, poi, nel 1756, ai Pecori per via ereditaria, ai quali successero i Lumini, i Cecchi, i Tani, i Turri e infine i Martini Bernardi.
Oggi la villa è frazionata in appartamenti.

## Architettura
Il terrazzamento sul quale sorge la villa è sorretto e delimitato lungo via dello Spedaluzzo della Ruota da un alto muro a retta, con un contrafforte abbellito da volute.
La villa è il risultato dell'accorpamento di più corpi di fabbrica eretti in periodi diversi. Solo in un ultimo momento venne eretta la facciata cercando di unificare l'insieme, peraltro con scarso esito poiché i singoli edifici emergono ancora nell'insieme. Spiccano le finestre con mensola e un portale con una cornice di bozze di pietra lisce, probabilmente cinquecenteschi.